# 图木舒克铁路
图木舒克铁路，又称图木舒克支线铁路、图木舒克支线、图木舒克线，位于新疆喀什地区巴楚县和新疆生产建设兵团第三师图木舒克市境内，为单线客货共用铁路，预留电气化条件，设计时速为100公里，接轨于南疆铁路恰尔巴格站，线路全长38.7公里，经停图木舒克站，终点为图木舒克南站。其中，图木舒克站为客运站，图木舒克南站为货运站。图木舒克支线开通当天，客运、货运业务同时开办。

## 历史
2015年，图木舒克支线铁路动工建设，最初设计为开办货运业务的铁路专用线。随着新疆生產建設兵團向南发展，當局打算讓铁路開通客运业务。
2018年，中国铁路乌鲁木齐局集团对铁路开办客运业务进行可研审查。
2019年，當局对图木舒克站客运设施改扩建和改建图木舒克南站。
2021年1月1日19时42分，首趟K9778/5次旅客列车驶出图木舒克站，开往目的地乌鲁木齐，这标志着兵团第三师图木舒克市正式開通火车。